# 자카라 앤서니
자카라 앤서니 OAM(영어: Jakara Anthony OAM, 1998년 7월 8일~)는 오스트레일리아의 프리스타일 스키 선수로 주 종목은 모굴이다. 2022년 동계 올림픽 모굴 종목에서 금메달을 획득했다.

## 수상

### 수훈
- 오스트레일리아 훈장(2022년 6월 13일)